# 빛나는 트로트
《은가은의 빛나는 트로트》는 KBS 해피FM(전국, 수도권 기준 FM 106.1MHz, AM 603kHz)에서 매일 오후 2시부터 오후 4시까지 방송되는 대중음악, 연예오락 라디오 프로그램이다. 《용감한 라디오》 후속으로 신설되었다.

## DJ
- 가수 은가은 (여)

## 코너
- 오늘은 왠지
- 커피 한 잔을 시켜 놓고
- 티키타카
- 브라보 마이 라이프
- 손 한 번 잡아 주이소
- 노래 선물이 도착했습니다

## 지역 방송국 프로그램
※ 원래는 전국에서 릴레이했으나, 2024년 하반기부터 대구, 전주, 대전은 1부 시간에, 부산은 2부 시간에 평일 한정으로 자체 프로그램을 방송한다.
| 방송 채널        | 방송 권역                          | 프로그램           | 방송 시간                |
| ---------------- | ---------------------------------- | ------------------ | ------------------------ |
| KBS 대구 2라디오 | 대구광역시 경상북도                | 102.3 뮤직스튜디오 | 평일 오후 2시 ~ 오후 3시 |
| KBS 전주 2라디오 | 전북특별자치도                     | 즐거운 2PM         | 평일 오후 2시 ~ 오후 3시 |
| KBS 대전 2라디오 | 대전광역시 세종특별자치시 충청남도 | 트로트유           | 평일 오후 2시 ~ 오후 3시 |
| KBS 부산 2라디오 | 부산광역시 경상남도                | 3시에 어디가요     | 평일 오후 3시 ~ 오후 4시 |

## 같이 보기
- 대중음악
- 연예오락
- 두시의 데이트 안영미입니다 (MBC FM4U)
- 한동준의 FM POPS (CBS 음악FM)